# Hypoxis marginata
Hypoxis marginata är en enhjärtbladig växtart som beskrevs av Robert Brown. Hypoxis marginata ingår i släktet Hypoxis och familjen Hypoxidaceae. Inga underarter finns listade i Catalogue of Life.